# Ida Lien
Ida Lien (Drammen, 5 aprile 1997) è una biatleta norvegese, campionessa del mondo nella staffetta a Pokljuka 2021.

## Biografia
In Coppa del Mondo la Lien ha esordito il 5 marzo 2020 a Nové Město na Moravě in sprint (68ª) e ha conquistato la prima vittoria, nonché primo podio, due giorni dopo nella medesima località in staffetta; ha debuttato ai Campionati mondiali a Pokljuka 2021, dove ha vinto la medaglia d'oro nella staffetta e si è classificata 11ª nell'individuale, 17ª nella sprint e 17ª nell'inseguimento, e ai Giochi olimpici a Pechino 2022, dove si è piazzata 38ª nella sprint, 33ª nell'inseguimento e 4ª nella staffetta. Ai Mondiali di Oberhof 2023 è stata 42ª nella sprint, 36ª nell'inseguimento, 17ª nell'individuale e 6ª nella staffetta, a quelli di Nové Město na Moravě 2024 si è classificata 22ª nella sprint, 30ª nell'inseguimento, 77ª nell'individuale e 10ª nella staffetta e a quelli di Lenzerheide 2025 si è piazzata 35ª nell'individuale.

## Palmarès

### Mondiali
- 1 medaglia:
  - 1 oro (staffetta[1] a Pokljuka 2021)

### Coppa del Mondo
- Miglior piazzamento in classifica generale: 24ª nel 2025
- 9 podi[2] (1 individuale, 7 a squadre):
  - 5 vittorie (a squadre)
  - 4 terzi posti (1 individuale, 3 a squadre)

#### Coppa del Mondo - vittorie
| Data            | Località             | Nazione     | Specialità                                                                       |
| --------------- | -------------------- | ----------- | -------------------------------------------------------------------------------- |
| 7 marzo 2020    | Nové Město na Moravě | Rep. Ceca   | RL (con Karoline Offigstad Knotten, Ingrid Landmark Tandrevold e Tiril Eckhoff)  |
| 22 gennaio 2022 | Anterselva           | Italia      | RL (con Karoline Offigstad Knotten, Tiril Eckhoff e Ingrid Landmark Tandrevold)  |
| 3 marzo 2022    | Kontiolahti          | Finlandia   | RL (con Marte Olsbu Røiseland, Tiril Eckhoff e Ingrid Landmark Tandrevold)       |
| 11 marzo 2023   | Östersund            | Svezia      | RL (con Juni Arnekleiv, Ingrid Landmark Tandrevold e Marte Olsbu Røiseland)      |
| 9 marzo 2024    | Soldier Hollow       | Stati Uniti | RL (con Juni Arnekleiv, Karoline Offigstad Knotten e Ingrid Landmark Tandrevold) |

Legenda:

RL = staffetta